# Trest smrti v Bruneji
Trest smrti v Bruneji je legální forma trestu, přestože byla poslední poprava v této zemi vykonána v roce 1957. Legálními způsoby popravy jsou v Bruneji oběšení a od roku 2014 také ukamenování.
Mezi zločiny, za které může být pachatel odsouzen k trestu smrti, patří vražda, terorismus, obchod s drogami, navádění k sebevraždě, žhářství, únos, vlastizrada, vzpoura, křivá přísaha a od roku 2019 také homosexualita. V dubnu 2014 byl v Bruneji zaveden nový trestní zákoník, který v sobě obsahuje prvky práva šaría. Ten zavedl trest smrti ukamenováním za cizoložství, sodomii, znásilnění, odpadlictví od víry, rouhání a urážku islámu.